# Manfredo Kraemer
Manfredo Kraemer (* 27. Oktober 1960 in Buenos Aires) ist ein deutsch-argentinischer Violinist und Ensembleleiter.

## Leben und Wirken
Manfredo Kraemer studierte Violine im argentinischen Córdoba. Da ihn das Repertoire des 17. und 18. Jahrhunderts besonderes faszinierte, kam er nach Deutschland und studierte an der Kölner Musikhochschule bei Franzjosef Maier Barockvioline. 1985 war er eines der Gründungsmitglieder des Concerto Köln und ab 1986 spielte er in Reinhard Goebels „Musica Antiqua Köln“, zeitweise als Solist und Konzertmeister. 1991 lud ihn Jordi Savall in seine Ensembles „Le Concert des Nations“ und  „Hespèrion XX“ als Konzertmeister ein, eine Aufgabe, die er bis heute regelmäßig wahrnimmt. Er wirkte bei unzähligen Konzerten und Einspielungen als Konzertmeister in vielen bekannten Barockensembles mit, die unter der Leitung von Dirigenten wie William Christie, Marc Minkowski, Jos van Immerseel, Frans Brüggen, René Jacobs, Gabriel Garrido und anderen standen.
1996 gründete er mit dem argentinischstämmigen Violinisten Pablo Valetti das Ensemble „The Rare Fruits Council“. Gleich nach der Gründung machte das Ensemble eine Einspielung von Bibers „Harmonia Artificosa Ariosa“ und der „Sonatae tam Aris quam Aulis servientes“, die weltweit Anerkennung fand. 2001 gründete er das argentinische Barockorchester „La Barroca del Suquía“, bei dem er Konzertmeister und Dirigent ist.
Kraemer unterrichtete in den 1990er Jahren, an den Konservatorien von Hilversum und Caen. Seit 2002 ist er Professor für Barockvioline an der Escola Superior de Música de Catalunya in Barcelona. Zahlreiche Meisterkurse gibt er regelmäßig in Europa, Korea sowie in Nord- und Südamerika. Manfredo Kraemer lebt mit seiner Frau, der Cellistin Nina Diehl in seiner Heimatstadt Córdoba.

## Auszeichnung
2009 wurden Manfredo Kraemer und La Barroca del Suquía mit dem argentinischen Kulturpreis Premios Konex für ihre Verdienste um die historische Aufführungspraxis ausgezeichnet.